# Svjetsko prvenstvo u rukometu za igrače do 19 godina
Svjetsko prvenstvo u rukometu za igrače do 19 godina (eng. IHF Men's Youth World Championship) međunarodno je rukometno natjecanje koje se održava svake dvije godine od 2005.

## Izdanja
| Godina | Domaćin   | Zlato              | Srebro       | Bronca   | 4.         |
| ------ | --------- | ------------------ | ------------ | -------- | ---------- |
| 2017.  | Gruzija   | Francuska          | Španjolska   | Danska   | Hrvatska   |
| 2015.  | Rusija    | Francuska          | Slovenija    | Island   | Španjolska |
| 2013.  | Mađarska  | Danska             | Hrvatska     | Njemačka | Španjolska |
| 2011.  | Argentina | Danska             | Španjolska   | Švedska  | Francuska  |
| 2009.  | Tunis     | Hrvatska           | Island       | Švedska  | Tunis      |
| 2007.  | Bahrein   | Danska             | Hrvatska     | Švedska  | Argentina  |
| 2005.  | Katar     | Srbija i Crna Gora | Južna Koreja | Hrvatska | Danska     |

## Vječna ljestvica
Stanje zaključno sa svjetskim prvenstvom 2015. godine.
| Poz.   | Momčad             | Zlato | Srebro | Bronca | Ukupno |
| 1      | Danska             | 3     | 0      | 1      | 3      |
| 2      | Hrvatska           | 1     | 2      | 1      | 4      |
| 3      | Srbija i Crna Gora | 1     | 0      | 0      | 1      |
| 3      | Francuska          | 1     | 0      | 0      | 1      |
| 5      | Island             | 0     | 1      | 1      | 2      |
| 6      | Južna Koreja       | 0     | 1      | 0      | 1      |
| 6      | Slovenija          | 0     | 1      | 0      | 1      |
| 6      | Španjolska         | 0     | 1      | 0      | 1      |
| 9      | Švedska            | 0     | 0      | 3      | 3      |
| 10     | Njemačka           | 0     | 0      | 1      | 1      |
| UKUPNO | UKUPNO             | 6     | 6      | 6      | 18     |

## Sastavi osvajača odličja
- 2007.: Hrvatska:[1][2] Grd, Vukas, Vučko, Sokolić, Ledinski, Belfinger, Černeka, Marić, Huđ, Kozina, Stepančić, Šprem, Spelić, Slišković. Izbornik: Vladimir Canjuga
- 2013.: Hrvatska:[3] Mario Cvitković, Domagoj Grahovac, Matej Mudrinjak (vratari), Lovro Mihić (lijevo krilo), Leon Vučko, Kristian Bećiri (kružni), Ante Grbavac, Ante Kuduz, Luka Mrakovčić, Marko Mamić (l. vanjski), Bruno Butorac (d. vanjski), Ivan Vida, Josip Božić Pavletić, Vlado Matanović (d. krila), Lovro Jotić, Josip Jurić Grgić (sr. vanjski). Gl. trener: Vedran Ćurak, pom. Valter Matošević,